# Miljenko Filipović
Miljenko Filipović (Tomislavgrad, 22. srpnja 1965.) je umirovljeni general bojnik Hrvatske vojske. Filipović je jedan od prvih zapovjednika specijalnih postrojbi Hrvatske vojske, ustrojavanih tijekom Domovinskog rata. U svibnju 1991. godine imenovan je dozapovjednikom postrojbe za specijalne namjene Bojne Zrinski, a od kolovoza je i zapovjednik te postrojbe. Nakon preustroja Oružanih snaga 1994. godine postaje zapovjednik novoustrojenog 1. hrvatskog gardijskog zdruga, najelitnije postrojbe Hrvatske vojske, sve do njezinog raspuštanja 2000. godine. Prisilno je umirovljen odlukom predsjednika Stjepana Mesića kao jedan od potpisnika pisma dvanaestorice generala. Vojnu karijeru započeo je u Legiji stranaca u Francuskoj kao pripadnik 2. padobranske pukovnije. Predsjednik je Zajednice branitelja HDZ-a Gojko Šušak.

## Životopis
Miljenko Filipović je rođen 22. srpnja 1965. u selu Crvenice u općini Tomislavgrad. Roditelji su mu radili u Njemačkoj te je obitelj zbog školovanja djece 1971. preselila u Zaprešić. Još od malih nogu Filipoviću se sviđao vojni poziv, želio je postati vojni pilot pa se krajem osmog razreda osnovne škole prijavio za natječaj u Opću srednju vojnu školu Ivo Lola Ribar, smještenu u vojarnu na Črnomercu. Nakon fizičkih pregleda i testiranja izabrani kandidati upućeni su vlakom u Vazduhoplovni medicinski institut na Batajnici, kraj Beograda gdje se vršila zdravstvena selekcija, kako za buduće pitomce, tako i za pilote. 
Prema riječima Filipovića "Pokazalo se da svi mi koji smo došli na testiranje iz Zagreba imamo šum na srcu. Rekli su nam da je to normalna faza puberteta, nešto što će proći. No zapravo, iako je primala u svoje redove određeni postotak kandidata svih nacionalnosti, JNA ipak nije primala kandidate koji im nisu bili podobni. Naravno da ja po nijednom kriteriju nisam mogao proći. Nitko iz obitelji nije bio u Partiji, bili smo religiozni i uz to su se dva moja strica nalazila u emigraciji u Australiji, a jedan se zbog političkih razloga nije smio vratiti. Tada još nisam shvaćao, ali postupno sam počeo razumjeti neke stvari koje su uvjetovale život u Jugoslaviji. Stoga sam već krajem srednje škole odlučio da ću otići u Francusku i prijaviti se u Legiju stranaca. Htio sam se okušati kao profesionalan vojnik, a Legija me fascinirala još otkada sam na televiziji 1982. godine gledao reportažu o jednoj vojnoj intervenciji snaga Međunarodne zajednice u kojoj su legionari imali glavnu ulogu tijekom krize u Beirutu."
Početkom 1984. odlazi u Pariz te se prijavljuje u prihvatni centar Legije stranaca. Potom je upućen u Aubagne, gradić blizu Marseillea gdje je smješteno zapovjedništvo Legije stranaca. Aubagne je baza Zapovjedništva, odnosno 1. pukovnije Legije (Le 1er régiment étranger – 1er RE), ali ujedno i administrativno-logistička baza Legije gdje kandidati prolaze niz selektivnih testova u kojima se ocjenjuje njihovo psihičko i fizičko, te zdravstveno stanje. Izabrani novaci potom odlaze u sjedište 4. pukovnije Legije (4e Régiment Étranger –4e RE), u Castelnaudry na jugu Francuske, gdje se u trajanju od četiri mjeseca provodi obuka prijavljenih kandidata. Nakon temeljne obuke novaci se raspoređuju u pojedine pukovnije Legije. Najbolji polaznici mogu birati u koju će pukovniju ići. Kako je Filipović bio jedan od najboljih u klasi izabrao je 2. Padobransku pukovniju (2e Régiment Étranger de Parachutistes, 2e REP), najelitniju postrojbu Legije, koja je smještena u vojarni Rafalli, kod grada Calvija, na Korzici. Nakon završetka padobranske obuke raspoređen je u 4. satniju padobranske pukovnije, postrojbu koja je bila specijalizirana za rukovanje snajperima i za sve oblike rukovanja eksplozivima. 
Nakon završene specijalističke obuke Filipovićeva jedinica ubrzo je poslana na obavljanje prve prekooceanske zadaće, u Srednjoafričku Republiku, odnosno u Čad. Tijekom specijalizacije i boravka u Africi, Filipović se iznova pokazao kao jedan od najboljih vojnika u klasi te je doživio priznanje koje za svoje karijere dožive samo vrlo rijetki pripadnici padobranske pukovnije Legije. Naime, izabran je da prođe testiranje za najelitniju postrojbu Francuske vojske, takozvanih Operativnih skakača (Chute opérationnelle). Oni čine posebnu cjelinu, vod izabranih padobranaca Legije stranaca i vod izabranih padobranaca Francuske vojske. Danas se nazivaju Grupa kommando padobranaca (Groupement des Commandos Parachutistes, GCP), a Legija ima 3 tima od 10 komandosa. 
Tih 30 najboljih kommando padobranaca djeluju kao posebna dubinska izvodnica i vodiči za ostatak Legije. Namjena im je izvršavanje operativnih akcija duboko u neprijateljskoj pozadini te su u slučaju sukoba oni koji prvi odlaze na teren prije ostatka postrojbe Ti komandosi su obučeni su za svaku vrstu borbe, a specijalnost im je, zbog kojeg i nose naziv skakači, da mogu izvoditi skok u slobodnom padu s velikih visina u kojem tek u zadnjih 500 metara otvaraju padobrane i kao takvi su praktično nevidljivi protivnicima. Filipović nije jedini hrvatski legionar koji je ostvario tu čast; primjerice prije njega je pripadnik ove postrojbe bio i Ante Gotovina. 
Filipović se iskazao po ostvarenim rezultatima kao jedan od najboljih u postrojbi te je izabran za školovanje za zapovjednika grupe komandosa. Obuka za komandosa-padobranca vrši se u gradiću Poux, graničnom području sa Španjolskom i Andorom jer u njemu je smještena pukovnija francuskih komandosa-padobranaca i tamo sve padobranske postrojbe, osim Legije, vrše padobransku obuku. Obuka za komandosa-padobranca traje tri mjeseca. Nakon obuke komandosi dobiju padobranske značke s pet plavih zvijezda. Filipovićev broj bio je 1274 odnosno broj svih padobranca koji su do 1987. godine, prošli obuku za operativnog skakača. Filipović je završio i tečaj za osobu koja brine i kontrolira o sigurnosti padobranaca, kako na tlu tako i prilikom pripreme za skok i za vrijeme izvođenja skoka. 
Nakon isteka petogodišnjeg ugovora Filipović potpisuje novi ugovor na tri godine. Nakon potpisivanja ugovora nastavlja se i Filipovićeva dočasnička karijera te je odabran da bude upućen na školovanje za dočasnika serganta (zapovjednika voda). Nakon godinu dana specijalizacije i ovo školovanje završio je kao prvi u klasi te mu je ponuđeno da se nastavi školovati za časnika, no on je to odbio. Osim obuke za šefa grupe komandosa, završio je obuku za ronioca, zahtjevnu alpinističku obuku, a također je specijalizirao kao instruktor vojnih borilačkih vještina.
Krajem 1988. Filipović je s postrojbom poslan u Džibuti na misiju u trajanju od četiri mjeseca. Tada je u toj afričkoj državi bilo smješteno sjedište 13. Polubrigade legije (13e Demi-Brigade de Légion Étrangère, 13e DBLE). Tijekom 1990. iznova po zadaći odlazi u Srednjoafričku Republiku na misiju u trajanju od četiri mjeseca, ali je morao sudjelovati u interventnoj zadaći u Ruandi. Boravak u Africi bila je zadnja prekooceanska misija, zapravo i zadnja zadaća koju je izvršio za Legiju stranaca. U Jugoslaviji se sve spremalo za početak rata, a on je bio dosta dobro informiran i čvrsto je naumio da svojoj domovini Hrvatskoj ponudi stečeno vojno znanje za obranu od nadolazeće velikosrpske agresije. Početkom siječnja 1991. Filipović je napustio Legiju i vratio se u Hrvatsku, postao instruktor u ATJ Lučko te je sudjelovao u nekoliko intervencija od Karlovca do Krvavog Uskrsa na Plitvicama. Potom upoznaje Gojka Šuška koji zadužuje Antu Rosu i Filipovića za stvaranje specijalne postrojbe unutar Glavnog stožera i MORH-a.
Roso i Filipović odlaze u bazu specijalne policije u Kumrovec gdje vrše selekciju kandidata i obuku za Bojnu Zrinski. Od 300 pripadnika Jedinice za posebne namjene MUP-a RH iz Kumrovca za postrojbu strogom selekcijom odabrano je 27 kandidata kojima su priključena još dva pripadnika iz Antiterorističke jedinice MUP-a iz Lučkog. Postrojba je bila smještena u objektima bivše političke škole u Kumrovcu. Prvi zapovjednik Zrinskih je bio pukovnik Ante Roso, a njegovim zamjenikom imenovan je bojnik Miljenko Filipović koji je kasnije preuzeo zapovijedanje postrojbom.
Bojna Zrinski ustrojena je s namjenom samostalnog djelovanja na cijelom teritoriju Republike Hrvatske te za izvođenje diverzantskih akcija u dubinu neprijateljskog teritorija u obliku manjih borbenih skupina. Ustrojena na legionarskim standardima Bojna Zrinski djelovala je na svim hrvatskim bojišnicama; u zadarskom zaleđu, Hrvatskoj Kostajnici, Gospiću, Metkoviću, Kupresu, dubrovačkom zaleđu, a ratni put Zrinskih završen je oslobodilačkom operacijom Maslenica. 
Predsjednik Franjo Tuđman donio je 25. veljače 1994. zapovijed o ustrojavanju 1. hrvatskoga gardijskog zbora unutar kojeg je ustrojena najelitnija postrojba Hrvatske vojske, 1. hrvatski gardijski zdrug. Zdrug je osmišljen kao specijalna vojna postrojba Oružanih snaga razine brigade za obavljanje posebnih i najsloženijih borbenih zadaća u svim uvjetima. U sastav Zdruga, osim pripadnika Bojne Zrinski koja je činila osnovu nove postrojbe, ušla je 8. Lako jurišna brigada Vojne policije i Specijalna postrojba Glavnog stožera Hrvatske vojske Bojna Matija Vlačić.
Kao zapovjednik Zdruga, general Miljenko Filipović, organizirao je obuku za sve oblike specijalnog borbenog djelovanja na kopnu, u vodi i iz zraka. Dio zapovjedništva Zdruga vojnička iskustva je stekao u Legiji stranaca te su u obuci Zdruga korištene metode te vojne postrojbe i drugih zapadnih vojski nadopunjavane vlastitim iskustvima iz Domovinskog rata, ponajprije na Commando tečajevima. Unutar Zdruga osim pješaštva djelovalo je oklopništvo, topništvo, padobranska bojna, postrojbu za elektronička djelovanja, a u sastavu su imali transportne i lake borbene helikoptere. 
Zdrug je imao vrlo važnu napadačku ulogu u operacijama Cincar, Zima '94, Bljesak, Skok 2, Ljeto '95, Oluja, Maestral i Južni potez od kojih su neke izvodili u ekstremnim klimatskim uvjetima, boraveći i boreći se u planinskim predjelima. Iako je u operaciji Maestral poginuo dozapovjednik Zdruga Ante Šaškor, a po drugi puta ranjen zapovjednik Filipović te zapovjednici bojni pripadnici Zdruga uspješno su izvršili sve zadaće. Postrojba je u mirnodopskom razdoblju nastavila izvoditi specijalističke obuke, a visoki časnici zapadnih vojski bili su impresionirani viđenim tijekom brojnih posjeta.
Miljenko Filipović je kao zapovjednik Bojne Zrinski i Zdruga sudjelovao u svim akcijama koje je izvodila postrojba kojom je zapovijedao. Tijekom borbi na Južnom bojištu dva puta bio ranjen, 1992. i 1995. godine. U čin general-bojnika Hrvatske vojske promaknut je 14. rujna 1995. godine.
Završio je Ratnu školu Ban Josip Jelačić, a u razdoblju od 1995. do 2000. godine završio je više američkih seminara iz područja menadžmenta, organizacijskog planiranja i upravljanja. Za izniman doprinos tijekom Domovinskog rata više puta je pohvaljen i nagrađen od strane predsjednika Republike Hrvatske, ministra obrane i načelnika Glavnog stožera HV.
Odlikovan je Redom kneza Domagoja s ogrlicom, Redom Nikole Šubića Zrinskog, Redom bana Jelačića, Redom hrvatskog križa, Redom hrvatskog trolista, Spomenicom Domovinskog rata i Spomenicom domovinske zahvalnosti, medaljama: Bljesak, Ljeto 95, Oluja i Medaljom za iznimne pothvate u održavanju ustavno-pravnog poretka Republike hrvatske, te zaštiti građana i imovine.
Miljenko Filipović je prisilno umirovljen odlukom predsjednika Stjepana Mesića kao jedan od potpisnika otvorenog pisma 12 generala Hrvatske vojske u rujnu 2000. godine kojime se hrvatsku javnost željelo upozoriti na svjesni i planski pokušaj kriminalizacije Domovinskog rata. Sedmorica aktivnih generala među kojima i Filipović su umirovljeni.
Predsjednik je Zajednice branitelja HDZ-a Gojko Šušak i član Predsjedništva HDZ-a.

## Odlikovanja
| Hrvatska | Red kneza Domagoja s ogrlicom                   |  |  |  |  |
| Hrvatska | Red Nikole Šubića Zrinskog                      |  |  |  |  |
| Hrvatska | Red bana Jelačića                               |  |  |  |  |
| Hrvatska | Red hrvatskog križa                             |  |  |  |  |
| Hrvatska | Red hrvatskog trolista                          |  |  |  |  |
| Hrvatska | Spomenica Domovinskog rata                      |  |  |  |  |
| Hrvatska | Spomenica domovinske zahvalnosti                |  |  |  |  |
| Hrvatska | Medalja za sudjelovanje u operaciji "Bljesak"   |  |  |  |  |
| Hrvatska | Medalja za sudjelovanje u operaciji "Ljeto '95" |  |  |  |  |
| Hrvatska | Medalja za sudjelovanje u operaciji "Oluja"     |  |  |  |  |
|          |                                                 |  |  |  |  |

## Poveznice
- 1. hrvatski gardijski zdrug
- Bojna Zrinski
- Legija stranaca

## Vanjske poveznice
- Tomislav Šulj: Miljenko Filipović - jedan od prvih zapovjednika specijalnih vojnih postrojbi Hrvatske vojske Crnemambe.hr